# Дино Мерлин
Един Дервишхалидович, по-известен със сценичния си псевдоним Дино Мерлин, е босненски певец, музикален продуцент, текстописец, включително на първия национален химн на Босна и Херцеговина Jedina si, jedina.
Нареждан е сред най-забележителните певци в родината си и в другите страни от бивша Югославия. Своята музикална кариера започва с група „Мерлин“, но по-късно преследва солова кариера.

## Музикална кариера

### Група „Мерлин“
Един Дервишхалидович сформира група „Мерлин“ през 1983 г. Групата издава пет студийни албума:
- „Kokuzna vremena“ (Тежки времена, 1985)
- „Teško meni sa tobom (a još teže bez tebe)“ (Тежко ми е с теб, а без теб дори по-тежко, 1986)
- „Merlin“ (Мерлин, 1987)
- „Nešto lijepo treba da se desi“ (Нещо хубаво трябва да се случи, 1989)
- „Peta strana svijeta“ (Пета посока на света, 1990)

### Солова кариера
Певецът започва соловата си кариера през 1991 г. под името Дино Мерлин и записва седем албума,
 пет от които студийни и два концертни:
- „Moja bogda sna“ (1993)
- „Fotografija“ (Снимка, 1995)
- „Sredinom“ (По средата, 2000)
- „Burek“ (Бюрек, 2004)
- „Ispočetka“ (Отначало, 2008)
- „Vječna vatra“ (Вечен огън, лайв, 1999)
- „Live Koševo 2004“ (На живо от „Кошево“ 2004, лайв, 2005)

Дино Мерлин написва текста към босненския химн през 1992 г. Автор е на „Sva bol svijeta“ – песен, представила страната му на „Евровизия 1993“ в Милстрийт, Ирландия. На „Евровизия 1999“ в израелския град Йерусалим представя Босна и Херцеговина заедно с френска певица на име Беатриче. Провежда турне, на което промотира албума си „Sredinom“, включващо над 200 концерта.
Четири години по-късно излиза следващият албум на Мерлин „Burek“, съдържащ песента „Supermen“ в дует с Желко Йоксимович, който е и неин композитор.
Отива на „Евровизия 2011“, където класира Босна и Херцеговина на шесто място във финала с песента „Love In Rewind“.
На 3 декември 2024 година изнася концерт заедно с Желко Йоксимович в най-голямата концертна зала на София „Арена 8888 София“.